# Chiesa della Natività della Beata Vergine Maria (Tricase)

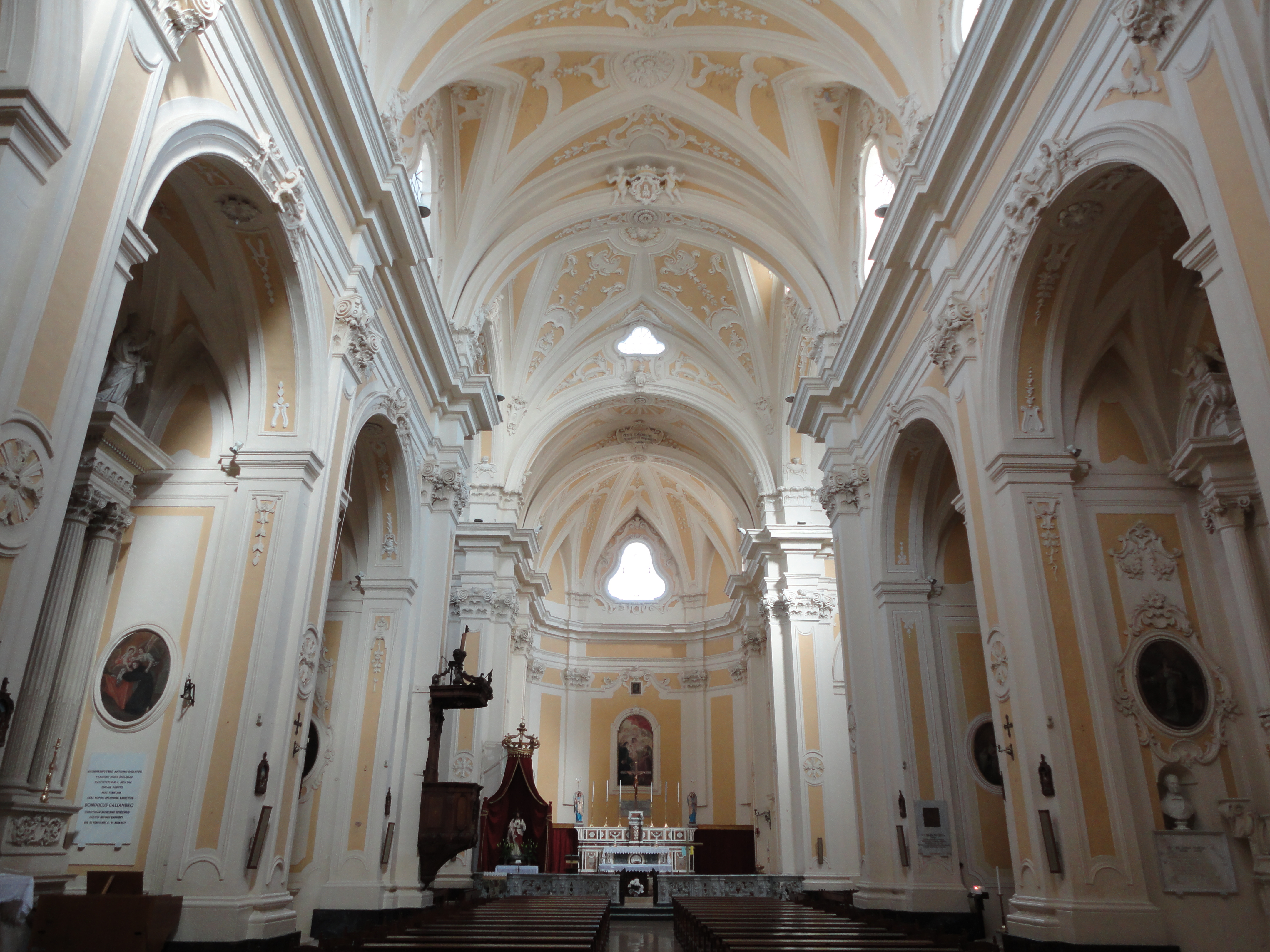
Interno

La chiesa della Natività della Beata Vergine Maria è la chiesa madre di Tricase, in provincia di Lecce.

## Storia
La prima chiesa parrocchiale di Tricase risale al XIV-XV secolo. Fu danneggiata dai Turchi nel 1480, dai soldati del conte di Lecce nel 1495 e dai Veneziani nel 1528. Cadde per vetustà e ne venne costruita un'altra nel 1581 dedicata alla Madonna del Foggiaro.
Fu riedificata a partire dal 1736, anno in cui si decise di ampliare la struttura ormai insufficiente per l'accresciuto numero della popolazione. Il progetto di ingrandimento del tempio, su consiglio dei Padri Domenicani, fu affidato a fra Tommaso Manieri di Nardò. I lavori iniziarono, ma di lì a poco vennero sospesi in quanto risultò compromessa la stabilità della struttura. La perizia sullo stato della chiesa, richiesta al leccese Mauro Manieri, uno dei più esperti e noti architetti dell'epoca, confermò le lacune tecnico-strutturali del disegno di fra Tommaso e provocò l'immediata interruzione dei lavori. Nel 1763, dopo quasi un ventennio, si affidò l'esecuzione di un nuovo progetto al copertinese Adriano Preite, che nel 1781 consegnò l'edificio al culto.

## Architettura

### Esterno
La facciata, completata nel 1785, presenta il portale d'ingresso inserito fra due coppie di colonne a capitelli compositi, poggianti su basi quadrangolari, e sormontato da una nicchia che accoglie la statua della Madonna orante. Due grandi volute raccordano il registro inferiore con quello superiore aperto da una grande finestra lobata.

### Interno
L'interno, che si presenta con pianta a croce latina e ad un'unica navata, accoglie, oltre all'altare maggiore, costruito nel 1876, dodici altari, sei nella navata e sei nel transetto. La volta è decorata con stucchi realizzati nel 1784 dal copertinese Luigi Rossi. Allo stesso anno risale la balaustra scolpita a trafori in pietra leccese dall'alessanese Emanuele Orfano, completata nel 1787 con l'intaglio del cancelletto ligneo. Nel 1784 venne restaurato l'organo, mentre l'anno successivo il tempio si arricchì del pulpito ligneo, opera del maestro ebanista Raffaele Monteanni da Lequile. 
In controfacciata campeggia il grande dipinto raffigurante l'Ultima Cena, commissionato al pittore Roberto Buttazzo di Lequile per la riapertura al pubblico della chiesa nel 1995, in seguito ai lavori di restauro. La chiesa conserva arredi e suppellettili dei precedenti templi come il rinascimentale fonte battesimale e tele che coprono un periodo compreso fra il XVI e il XVIII secolo. 
Nel transetto destro l'altare custodisce la tela seicentesca di Giandomenico Catalano raffigurante San Carlo Borromeo. Nel presbiterio, ai lati dell'altare maggiore vi sono le pale della Deposizione dalla Croce a sinistra, e dell'Immacolata Concezione a destra, opere autografe di Jacopo Palma il Giovane. Nell'abside trovano posto la Madonna del Foggiaro, opera cinquecentesca proveniente dalla precedente matrice, la tela raffigurante il Battesimo di San Giovanni attribuita al lombardo Giovanni Antonio Fasolo, e la tela della Vergine in gloria tra i Santi di Paolo Finoglio (fino al 2012 pala d'altare del santuario di Marina Serra).
All'altare del transetto sinistro è una monumentale macchina d'altare ospita la cinquecentesca tela della Vergine col Bambino e i Santi Matteo e Francesco da Paola, attribuita a Paolo Caliari, detto "il Veronese" . Dal transetto si accede alla cripta dedicata alla Madonna di Pompei, nella quale si trova la tomba del cardinale Giovanni Panico.